# Angelo Bedini
Pour les articles homonymes, voir Bedini.
Angelo Bedini, né le 5 janvier 1905 et mort le 15 novembre 1984 à Rosignano Marittimo, est un joueur de football italien, qui évoluait en tant que gardien de but.

## Biographie
Au cours de sa carrière, le portier Bedini a gardé les cages de la Juventus (jouant son premier match en bianconero le 11 décembre 1927 lors d'un succès 3-1 sur La Dominante) puis de Cagliari, le restant de sa carrière n'étant pas connu.